# 莫爾克勒峰

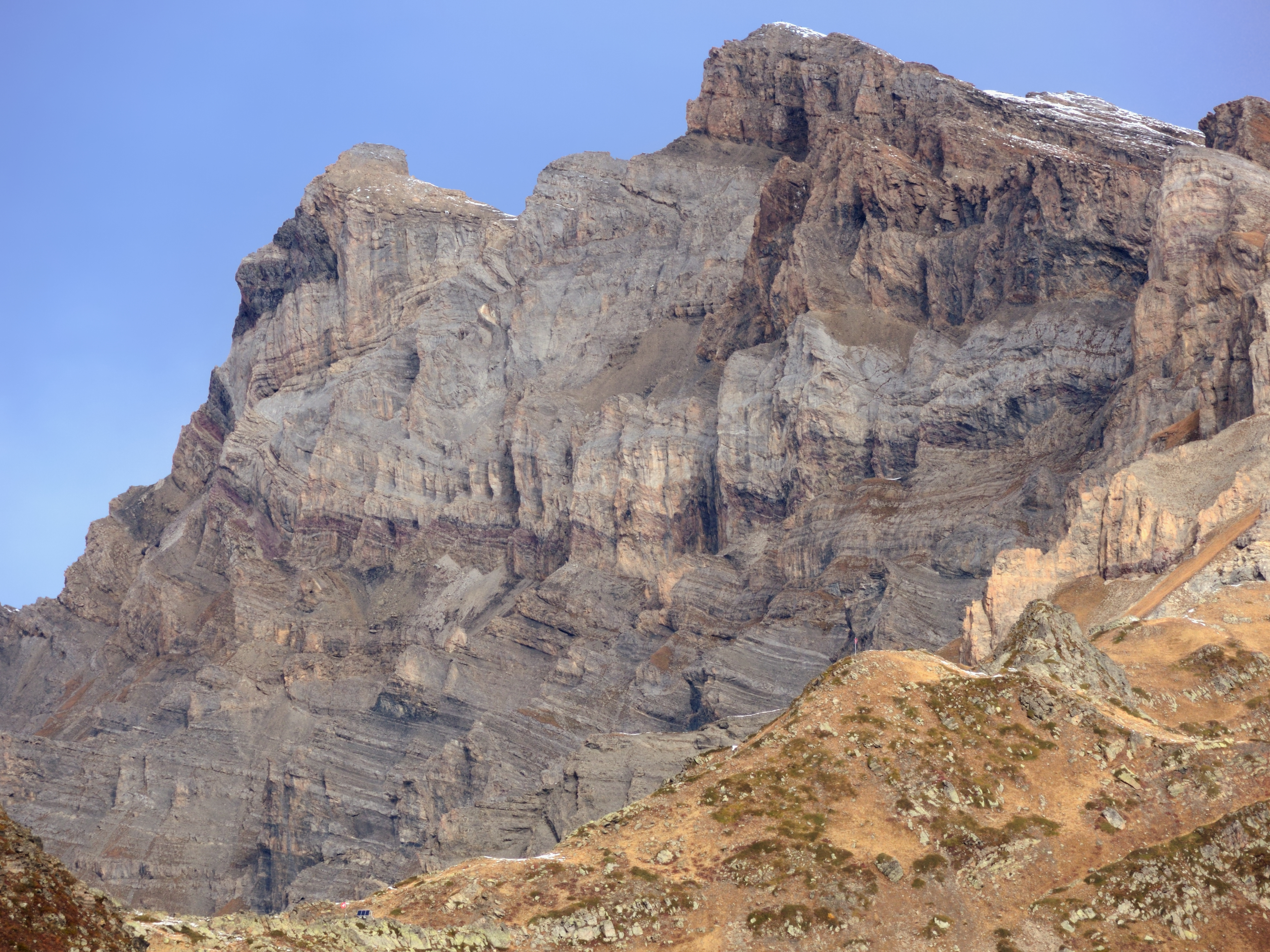

46°11′56″N 7°04′33″E / 46.19889°N 7.07583°E
莫爾克勒峰（法語：Dent de Morcles，發音：[dɑ̃ də mɔʁkl]）是瑞士的山峰，位於該國西部，處於瓦萊州和沃州接壤的邊境，屬於伯爾尼山的一部分，海拔高度2,969米，每年平均降雨量1,395毫米。